# Bruchidius nongoniermai
Bruchidius nongoniermai là một loài bọ cánh cứng trong họ Bruchidae. Loài này được Delobel miêu tả khoa học năm 2007.